# Bo Tovland
Bo Tovland, född 2 november 1936 i Stockholm i Sverige, död 25 september 2015, var en svensk ishockeyledare inom Svenska ishockeyförbundet och invald i Internationella Ishockeyförbundets Hall of Fame.
Bo Tovland var lagledare för Sveriges landslag i tre olympiska spel, nio VM-turneringar och tre Canada Cup. Han var också med i organisationen för sju VM-turneringar och valdes senare in i Internationella ishockeyförbundets Hall of fame för att ha varit en drivande kraft i svensk ishockey i mer än fem decennier.
Bo Tovland var ledamot i Svenska ishockeyförbundets styrelse 1981 till 2002 och därav åtta år som vice ordförande. Han arbetade i olika kommittéer inom förbundet sedan 1961.